# Ingeborg von Zadow

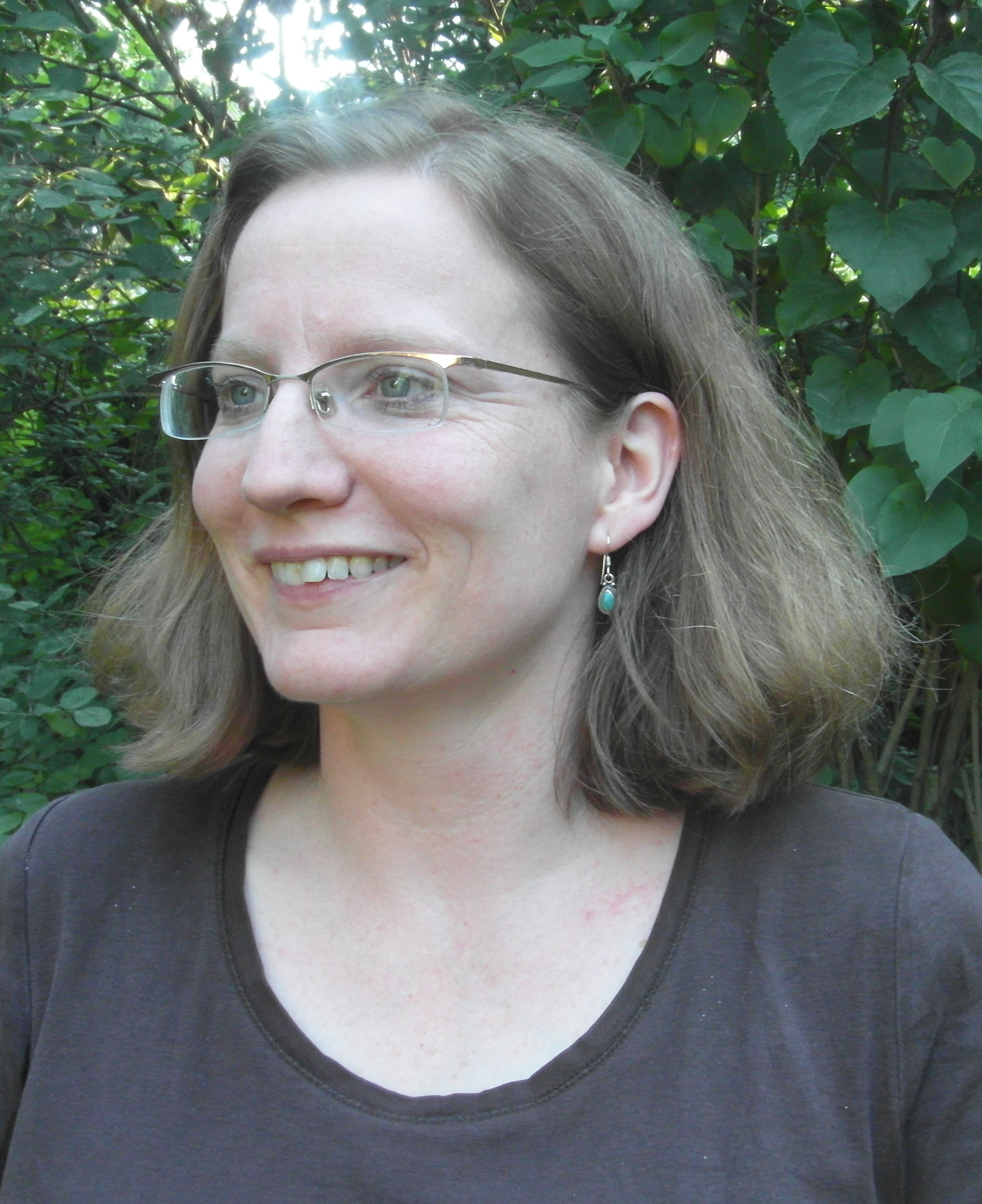
Ingeborg von Zadow, 6. Juli 2013

Ingeborg von Zadow (* 24. Mai 1970 in Berlin) ist eine deutsche Theaterautorin, die vor allem Kinderstücke schreibt. Außerdem ist sie als literarische Übersetzerin tätig.

## Leben
Ingeborg von Zadow ist die Tochter der Leonore Reichling, Musiklehrerin von Beruf und aus einem Ärztehaushalt stammend, und des Günther von Zadow, Diplom-Physiker. Die Vorfahren der neumärkischen adeligen Vatersfamilie waren Grundbesitzer und aktive Offiziere, im 13. Jahrhundert erstmals urkundlich genannt. Ingeborg wuchs zweisprachig (deutsch/englisch) auf in Berlin, Bonn, Poughkeepsie/N.Y., Brüssel und Heidelberg, wo sie 1989 das Abitur ablegte. Sie studierte Angewandte Theaterwissenschaft an der Justus-Liebig-Universität Gießen und an der Binghamton University und schloss dort 1994 mit dem Master of Arts (M.A.) for Theatre ab.
Schon vor dem Studium begann sie, als Autorin und als Regieassistentin an verschiedenen Theatern zu arbeiten. Sie war seit dem Studium freiberuflich tätig in Berlin, Mannheim und seit 1998 in Heidelberg.
Ihre Stücke, die vor allem im Verlag der Autoren erscheinen, wurden seit 1993 in über 50 Aufführungen gezeigt und übersetzt (englisch, polnisch, hebräisch, türkisch, russisch, schwedisch und estnisch). Das Theaterfestival Triangel Festival Konstanz zeigte 1997 eine Werkschau. Beim 6. Deutschen Kinder- und Jugendtheatertreffen in Berlin 2001 erhielt sie den Brüder-Grimm-Preis des Landes Berlin für ihr bisheriges Werk. Das Goethe-Institut ermöglichte es ihr, Einladungen nach England, Griechenland, und Australien zu folgen. Sie arbeitete als Tutorin bei den Autorentreffen World Interplay Australia und Interplay Europe.

## Theaterstücke und Übersetzungen
Theaterstücke 
- Liebe oder Leben, Komödie, UA Theater Carnivore Heidelberg, Regie Florian Kaiser, 2. Juli 2021[2]
- Hallo Nachbar - (Un)Sinnbilder mit Glump (2020), UA Deutsch-Sorbisches Volkstheater Bautzen, Regie Stephan Siegfried, 11./12. September 2020[3]
- Oda und das Pferd der Götter, UA Hörspielversion, Musik und Produktion Luis Brunner, Stream-Premiere 26. Mai 2020[4]
- Haus Blaues Wunder, UA Junges Nationaltheater Mannheim, Regie Marcelo Diaz, 3. Oktober 2015[5]
- Raus aus dem Haus, UA Comedia Theater Köln/Tanzfuchsproduktion Köln, 14. April 2012, Regie Barbara Fuchs[6]  Oper Raus aus dem Haus, Komposition David Wagner, Landestheater Linz, Regie Andrija Repec, UA 30. November 2013[7]
- Über Lang oder Kurz (2009), UA Theater Junge Generation Dresden, Regie Gerald Gluth, 12. Dezember 2010[8][9]
- Filipa Unterwegs, UA Theater Feuer und Flamme, Braunschweig, Regie Joachim von Burchard, 10. Februar 2006[10]
- Zwischenzeit (2005), Beitrag zum Festival Stunde Null, Landestheater Tübingen, 2005
- Alte Schachteln, UA Bühnen der Stadt Gera, Regie Therese Thomaschke, 4. Juni 2004
- Hexenspiel (1999), UA Zwinger 3, Theater Heidelberg, Regie Rüdiger Pape, 2000
- Friedas Reise (1997/98), UA Landestheater Tübingen, Regie Jochen Fölster, 1998
- Der vergessene Tag (1997), UA Junges Theater Zürich, Regie Marcelo Diaz, 1997
- Besuch bei Katt und Fredda (1995), UA Junges Theater Zürich, Regie Marcelo Diaz, 1997
- Pompinien (1992), UA Stadttheater Konstanz, Regie Gotthart Kuppel, 1995
 Aufführung am 3. Mai 2009 im Staatstheater Wiesbaden[11] zur Eröffnung der Jungen Woche im Rahmen der Internationalen Maifestspiele, Regie Matthias Faltz[12]
- Ich und Du (1992), UA Theater Nordhausen, Regie Peter Fischer, 1993

 Opernlibretto 
- Die Kinder des Sultans, Fantastische Oper in 9 Szenen, Komposition Avner Dorman, UA Theater Dortmund 6. März 2022, Regie Anna Drescher, Musikalische Leitung Christoph JK Müller, Kooperation Junge Opern Rhein Ruhr[13]

 Übersetzungen von Theaterstücken 
- Zinnie Harris: In der fernsten Ferne, 2000
DE Staatstheater Stuttgart, Regie Dimiter Gotscheff, 2002
- Dale Wasserman: Einer flog über das Kuckucksnest nach dem Roman von Ken Kesey, 2001
UA der Neuübersetzung: Landestheater Marburg, Regie Ekkehart Dennewitz, 2002

## Auszeichnungen
- 2021 Projektstipendium Baden-Württemberg
- 2019 Ehrengast bei der 28. Playwrights Conference in Orzycko, Polen[14]
- 2016 Nominierung Deutscher Kindertheaterpreis mit "Haus Blaues Wunder"[15]
- 2016 Ehrengast beim Colombo International Theatre Festival in Sri Lanka[16]
- 2014 Auswahlliste Deutscher Kindertheaterpreis mit "Komm jetzt geh"[17]
- 2014 International Playwright Observer beim Festival "New Visions, new Voices", Kennedy Center Washington D.C., USA[18]
- 2012 Auswahlliste Deutscher Kindertheaterpreis mit "Raus aus dem Haus"[19]
- 2011 Nominierung Mülheimer Kinderstückepreis mit "Über lang oder Kurz"[20]
- 2009: Förderung im Rahmen von „Nah Dran! Neue Stücke für das Kindertheater“, ein Kooperationsprojekt des Kinder- und Jugendtheaterzentrum in der BRD und des Deutschen Literaturfonds mit Mitteln der Kulturstiftung des Bundes[21]
- 2001: Brüder-Grimm-Preis des Landes Berlin
- 2001: Jahresstipendium der Kunststiftung Baden-Württemberg
- 1993/1994: Fulbright-Stipendium für das Studium in den USA

## Bühnenmusik
Friedemann Schmidt-Mechau komponierte 1999 zu Pompinien eine Bühnenmusik für Viola sola.